# Kurmi (Nigeria)
Kurmi è una delle sedici aree a governo locale (local government area) in cui è suddiviso lo stato di Taraba, in Nigeria. Si estende su una superficie di 1.681 chilometri quadrati.